# Росситер, Джордан
Джордан Бернард Росситер (англ. Jordan Bernard Rossiter; род. 24 марта 1997, Ливерпуль) — английский полузащитник, являвшийся одной из ключевых фигур резервной команды «Ливерпуля». Большинство экспертов сравнивали его с одним из лучших игроков в истории Ливерпуля — Стивеном Джеррардом. Росситер из тех полузащитников, который любит жесткую борьбу, умеет забивать и обладает великолепным проникающим пасом с обеих ног. В настоящее время — игрок клуба «Шрусбери Таун».

## Карьера в Ливерпуле

### Ранние годы
Росситер присоединился к «Ливерпулю», когда ему было 6 лет и впервые представлял академию «Ливерпуля» U6 (до 6 лет). Он дебютировал за «Ливерпуль» U18 (до 18 лет) в возрасте 15 лет. Также в 15-летнем возрасте он дебютировал в команде U19 (до 19 лет) на европейском турнире среди юношеских команд NextGen Series в матче против миланского Интера. Экс-нападающий «Ливерпуля» Робби Фаулер отметил, что талант Джордана сравним с талантом капитана «Ливерпуля» Стивена Джеррарда. По достижении 16-летнего возраста Росситер стал неотъемлемой частью резервной команды «Ливерпуля» U21 (до 21 года), и по окончании сезона получил Игрока года в Академии «Ливерпуля». 24 марта 2014 года, в день своего 17-летия, подписывает первый профессиональный контракт с «Ливерпулем». В сентябре 2014 года Росситер был назначен капитаном «Ливерпуля» на Юношеской Лиге Европы. Дебютировал за первую команду Ливерпуля в рамках АПЛ 24 августа 2015 года, выйдя на замену на 75 минуте в гостевом матче против Арсенала, вместо Лукаса Лейвы.

### Старшие годы

#### Сезон 2013—2014
В сезоне 2013-14 Джордан Росситер регулярно тренировался с основной командой и впервые появился на скамейке запасных 29 декабря 2013 года на матче Премьер-лиги против «Челси». На скамейке запасных Джордан провёл и первый матч в новом году против «Халл Сити», в котором «Ливерпуль» одержал победу.

#### Сезон 2014—2015
23 сентября 2014 года, в возрасте 17 лет, Росситер впервые дебютировал в составе основной команды в Кубке Лиги в матче третьего круга против команды из Чемпионшипа «Миддлсбро». В этом матче он отметился голом уже на 10-й минуте встречи, став вторым самым молодым бомбардиром Ливерпуля после Майкла Оуэна. 28 октября был включён в заявку на матч в следующем раунде Кубка Лиги против валлийского «Суонси» и появился на скамейке запасных. Этот матч «Ливерпуль» выиграл 2:1 благодаря голу Деяна Ловрена в компенсированное время. Также он появлялся в заявке на матч против Сандерленда, который проходил 10 января 2015 года на стадионе Стэдиум оф Лайт, который завершился победой гостей с минимальным счётом 0:1. 20 января 2015 года Росситер сидел на скамейке запасных в матче полуфинала Кубка Лиги против «Челси», который проходил на Энфилде и завершился со счётом 1:1.
2 февраля 2015 года на молодёжном кубке Англии в матче против «Бирмингем Сити» Джордан Росситер получил травму лодыжки, которая оставила его вне игры на несколько недель.

### Сезон 2015—2016
В июле 2015 года Джордан Росситер вместе с командой отправился в предсезонные туры в Таиланд, Австралию и Малайзию, а 22 августа бывший в то время тренером Ливерпуля Брэндан Роджерс включил молодого игрока в основной состав, сообщив о том, что клуб не будет сдавать Росситера в аренду. 24 августа Джордан дебютировал в Английской Премьер-лиге, выйдя на замену вместо Лукаса Лейвы на 76-й минуте матча против лондонского Арсенала на Эмирэйтс Стэдиум.
В сентябре 2015 года в матче Лиги Европы против Бордо Джордан Росситер дебютировал на европейской арене. В том матче он вышел в основном составе и отыграл 80 минут, после чего был заменён.
16 октября 2015 года стало известно о том, что Джордан Росситер получил травму задней поверхности бедра, которая вывела его из строя на 2 месяца. Назначенный наставником Ливерпуля Юрген Клопп рассчитывал на молодого полузащитника. Росситер вернулся к тренировкам и вышел на поле в матче Лиги Европы в декабре 2015 года против швейцарского Сьона, однако рецидив травмы задней поверхности вновь вывел его из игры.
6 мая 2016 года в Ливерпуле сообщили о том, что Джордан Росситер покинет клуб по окончании сезона и перейдет в шотландский Рейнджерс. Летом полузащитник заключил долгосрочный контракт на 4 года с Рейнджерс, который заплатил за него Ливерпулю 250 тысяч фунтов стерлингов.

## Международная карьера
Росситер представлял Англию в возрастных категориях U16, U17, U18. Росситер был капитаном сборной Англии U16, когда они выиграли в 2012 году Victory Shield. Джордан представлял Англию U17 в 2014 году на Algarve Tournament, заняв с Англией второе место.
В сентябре 2014 года получил своё первое приглашение в сборную Англии U18, дебютировал в матче против Нидерландов, который закончился победой 4:1 в пользу англичан.

## Клубная статистика
| Клуб            | Сезон           | Лига            | Лига | Лига | Кубок Англии | Кубок Англии | Кубок Лиги | Кубок Лиги | Европа | Европа | Другие | Другие | Итого | Итого |
| Клуб            | Сезон           | Дивизион        | Игры | Голы | Игры         | Голы         | Игры       | Голы       | Игры   | Голы   | Игры   | Голы   | Игры  | Голы  |
| --------------- | --------------- | --------------- | ---- | ---- | ------------ | ------------ | ---------- | ---------- | ------ | ------ | ------ | ------ | ----- | ----- |
| «Ливерпуль»     | 2014-15         | Premier League  | 0    | 0    | 0            | 0            | 1          | 1          | 0      | 0      | 0      | 0      | 1     | 1     |
| «Ливерпуль»     | 2015-16         | Premier League  | 1    | 0    | 0            | 0            | 0          | 0          | 3      | 0      | 0      | 0      | 4     | 0     |
| Итого в карьере | Итого в карьере | Итого в карьере | 1    | 0    | 0            | 0            | 1          | 1          | 3      | 0      | 0      | 0      | 5     | 1     |

## Награды

### Индивидуальные награды
Игрок Года в академии Ливерпуля: 2013—2014